# Будинок меблів (Київ)
Будинок меблів — універсальний меблевий магазин-виставка з увігнутим дахом, зведений у стилі неомодернізму. Розташований у Києві на бульварі Міхновського, 23.
Будинок меблів для свого часу був знаковою спорудою.

## Історія будівництва і використання будівлі

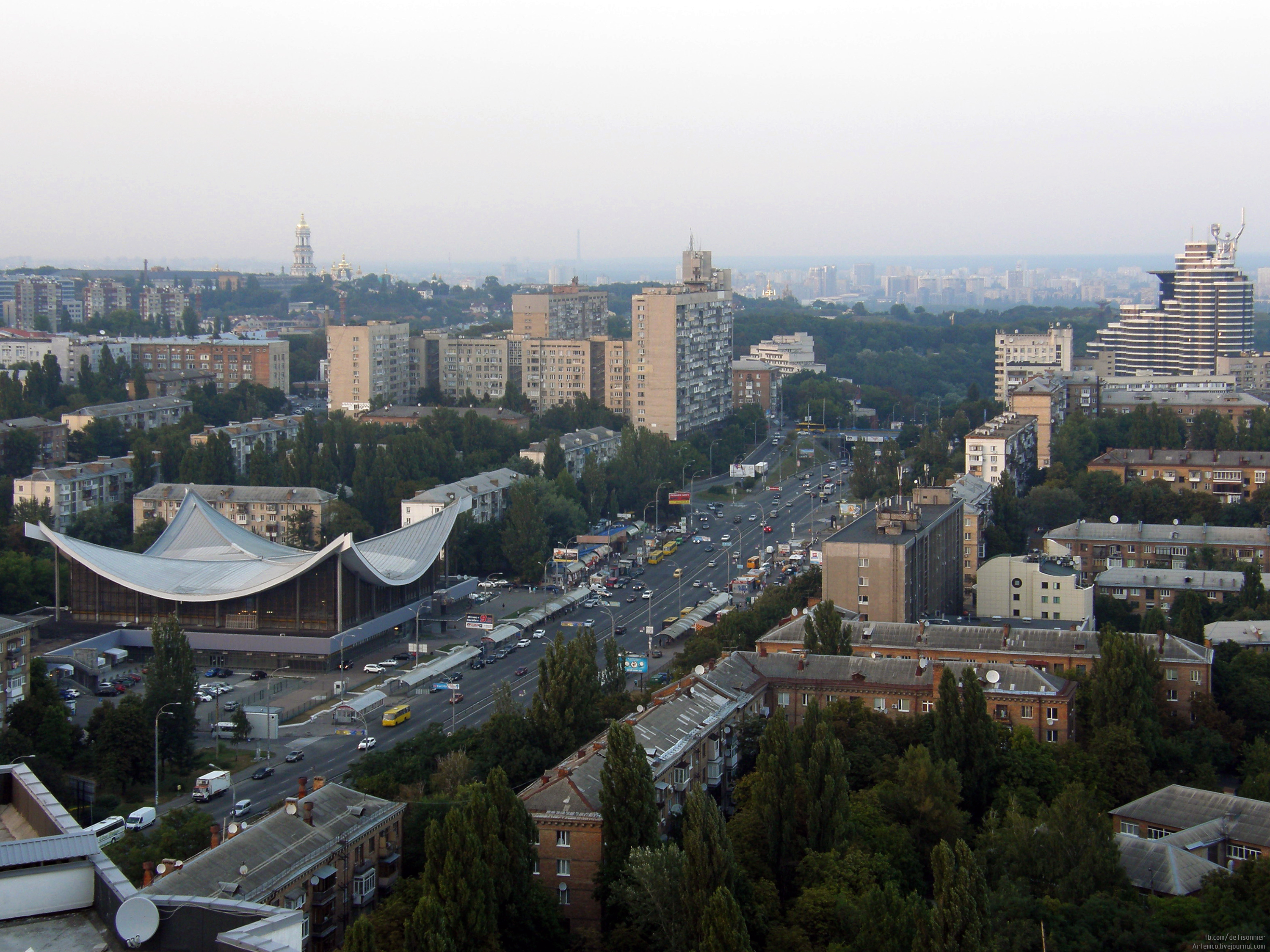
Будинок меблів (ліворуч) на бульварі

Будинок меблів спроектував 1971 року авторський колектив КиївЗНДІЕПу у складі Наталії Чмутіної (керівник), Олега Стукалов, Юрія Чеканюка, конструкторів Леоніда Дмитрієва, Вадима Авдєєва, Юрія Реброва.
Будинок планувався як торговельний центр і виставковий павільйон. Великі скляні вітрини дозволяли оглядати меблі цілодобово. Передбачалось також проведення консультацій щодо декорування осель.

## Архітектура
Основну частину будинку займала центральна зала. На першому поверсі розмістили зону торгівлі з касами, бюро обслуговування, кінозалом на 50 місць, адміністративними приміщеннями. Приміщення на другому поверсі обладнали модулями-макетами квартир із зразками меблевих композицій. На поверх вели пандуси і сходи.
З тильної сторони розміщувався одноповерховий корпус зі складом і технічними приміщеннями. На його даху був літній кафетерій на 35 місць.

## Вгнутий дах
Завдяки сучасним будматеріалам і технологіям стало можливим створювати будівлі з величезним внутрішнім простором у найвигадливіших формах. З-поміж таких споруд у Києві виділяється будинок меблів, який, поряд із Палацом урочистих подій,  Житнім і Володимирським ринками, має увігнутий дах.
Конструктори Юрій Ребров, Леонід Дмитрієв і Вадим Гордєєв розробили для будинку спеціальну конструкцію. Розробники запропонували на провислі ванти, закріплені на опорах, класти покриття з металевих мембран. На них укладаються плити ізоляції й утеплення, а також оцинковані листи. За допомогою нової технології вдалось накрити простір магазина, площею в 16 270 квадратних метрів. Покриття у плані становило 63,3×63,3 м, стріла провисання — 8,5 м.
Використання вантів для покриття споруд набула поширення у 1960-х — 1970-х років. У Києві за такою технологією збудували будівлю автопарку № 7.